# Liste du patrimoine mondial au Botswana
Cet article recense les sites inscrits au patrimoine mondial au Botswana.

## Statistiques
Le Botswana accepte la Convention pour la protection du patrimoine mondial, culturel et naturel le 23 novembre 1998. Le premier site protégé est inscrit en 2001.
En 2015, le Botswana compte deux sites inscrits au patrimoine mondial, 1 culturel et 1 naturel.
Le pays a également soumis 7 sites à la liste indicative, 3 culturels, 2 naturels et 2 mixtes :
- l'habitat de l'âge de fer de Toutswemogala Hill (en) est soumis le 21 juillet 1999 ;
- tous les autres sites (ainsi que le delta de l'Okavango, inscrit au patrimoine mondial en 2014) le sont le 27 mai 2010.

## Listes

### Patrimoine mondial
Les sites suivants sont inscrits au patrimoine mondial.
| Site                | District   | Type                      | Date | Superficie (ha) | Zone tampon (ha) | Lien | Notes | Coordonnées                      | Illus. |
| ------------------- | ---------- | ------------------------- | ---- | --------------- | ---------------- | ---- | --- | -------------------------------- | ------ |
| Tsodilo             | Nord-Ouest | Culturel (i), (iii), (vi) | 2001 | 4 800           | 70 400           | 1021 | Le site protégé recouvre plusieurs affleurements rocheux du désert du Kalahari, sur lesquels ont été peintes plusieurs milliers de peintures rupestres. | 18° 45′ 00″ sud, 21° 43′ 59″ est |        |
| Delta de l'Okavango | Nord-Ouest | Naturel (vii), (ix), (x)  | 2014 | 2 023 590       | 2 286 630        | 1432 | Inscrit sur la liste indicative du pays le 27 mai 2010 sous le nom « Okavanga Delta », le site recouvre la majeure partie du delta intérieur, protégé par la réserve de chasse de Moremi, 18 zones de gestion des espèces sauvages et une zone de chasse contrôlée. La Namibie a inscrit une potentielle extension transfrontalière sur sa liste indicative en 2016. | 19° 16′ 59″ sud, 22° 54′ 00″ est |        |

### Liste indicative
Les sites suivants sont inscrits sur la liste indicative.
| Site                                               | District        | Type                            | Date | Lien | Notes | Coordonnées                      | Illus. |
| -------------------------------------------------- | --------------- | ------------------------------- | ---- | ---- | --- | -------------------------------- | ------ |
| Habitat de l'âge de fer de Toutswemogala Hill (en) | Central         | Culturel (ii), (iii), (iv)      | 1999 | 1340 | Inscrit sous le nom « Toutswemogala Hill Iron Age Settlement »                                                                     | 22° 13′ 59″ sud, 27° 12′ 00″ est |        |
| Réserve de chasse du Kalahari central              | Ghanzi, Kweneng | Mixte (v), (vii), (x)           | 2010 | 5555 | Inscrit sous le nom « Central Kalahari Game Reserve »                                                                              | 21° 53′ 20″ sud, 23° 45′ 22″ est |        |
| Système Chobe-Linyanti                             | Nord-Ouest      | Naturel (ix), (x)               | 2010 | 5556 | Inscrit sous le nom « Chobe Linyanti System », le site comprendrait des portions du cours du Linyanti et du parc national de Chobe | 18° 40′ 01″ sud, 24° 30′ 00″ est |        |
| Paysage culturel du Mapungubwe                     | Central         | Culturel (ii), (iii), (iv), (v) | 2010 | 5557 | Inscrit sous le nom « Mapungubwe Cultural Landscape »                                                                              | 22° 10′ 59″ sud, 29° 07′ 37″ est |        |
| Grottes de Gcwihaba                                | Nord-Ouest      | Naturel (vii), (viii)           | 2010 | 5558 | Inscrit sous le nom « Gcwihaba Caves »                                                                                             | 20° 01′ 26″ sud, 21° 21′ 14″ est |        |
| Paysage des pans de Makgadikgadi                   | Central         | Mixte (v), (vii), (viii), (x)   | 2010 | 5559 | Inscrit sous le nom « Makgadikgadi Pans Landscape »                                                                                | 20° 53′ 06″ sud, 25° 49′ 41″ est |        |
| Paysage culturel des monts Tswapong (en)           | Central         | Culturel (v), (vi)              | 2010 | 5560 | Inscrit sous le nom « Tswapong Hills Cultural Landscape »                                                                          | 23° 37′ 30″ sud, 27° 17′ 20″ est |        |